# Неос-Милотопос
Неос-Милотопос (Νέος Μυλότοπος) — село в Греции. Расположено на восточном берегу реки Ксиропотамос (Ξηροπόταμος), левом притоке реки Балица, к югу от гор Пайкон, к востоку от города Эдеса и к западу от города Яница. Административно относится к общине Пела в периферийной единице Пела в периферии Центральная Македония. Население 1983 человек по переписи 2011 года.

## История
Около деревни, к северу от Пеллы, у современного села Арависос находился древний город Кирр (др.-греч. Κύρρος). Колонисты из Кира по приказу Селевка I Никатора около 300 года до н. э. основали одноимённый город на севере Сирии.
В 1924 году село заселили беженцы из села Кюрумдже (Κιορούμτζε) в Каппадокии и из Восточной Фракии. Беженцы построили две церкви — православную и евангельскую. В 1972 году произошло слияние Неос-Милопотамоса с горной деревней Кромни (Κρώμνη). В селе есть начальная школа. Жители преимущественно занимаются сельским хозяйством. В Неос-Милотопос выращивают персик, вишню, абрикос, сливу, киви, хурму, хлопок, кукурузу, свеклу, зерновые и овощи. До начала 1980-х годов Неос-Милотопос был одним из основных мест выращивания табака. Главным местным праздником является 26 сентября — преставление Иоанна Богослова.

## Сообщество Милотопос
Сообщество Вудриста (Κοινότητα Βουδρίστης) создано в 1918 году (ΦΕΚ 152Α). В 1927 году (ΦΕΚ 179Α) переименовано в Милотопос (Κοινότητα Μυλοτόπου). В сообщество входит деревня Кромни. Население 1991 человек по переписи 2011 года. Площадь 68,346 квадратных километров.
| Населённый пункт | Население (2011), человек |
| ---------------- | ------------------------- |
| Кромни           | 8                         |
| Неос-Милотопос   | 1983                      |

## Население
| Год  | Население, человек |
| ---- | ------------------ |
| 1991 | 1998               |
| 2001 | 2564               |
| 2011 | ↘ 1983             |